# Kanguva
Pour plus de détails, voir Fiche technique et Distribution.
Kanguva est un film dramatique indien réalisé par Siva et sorti en 2024,.

## Fiche technique
Sauf indication contraire, les informations mentionnées dans cette section peuvent être confirmées par les bases de données cinématographiques IMDb et Allociné,  présentes dans la section « Liens externes ».
- Titre original : Kanguva
- Réalisation : Siva
- Scénario : Siva, Madhan Karky et Adi Narayana
- Musique : Devi Sri Prasad
- Décors :
- Costumes : Dhatsha A. Pillai et Anu Vardhan
- Photographie : Vetri Palanisamy
- Son : T. Udaya Kumar
- Montage : Nishadh Yusuf
- Production : K.E. Gnanavelraja et Vamsi Pramod
- Sociétés de production :
- Sociétés de distribution : Night Ed Films
- Pays de production :  Inde
- Langue originale : tamoul
- Format : couleur
- Genre : Drame
- Durée : 152 minutes
- Dates de sortie :
  - France : 13 novembre 2024
  - Inde : 14 novembre 2024

## Distribution
- Surya Sivakumar : Kanga
- Disha Patani
- Bobby Deol : Udhiran
- Prakash Raj
- K. S. Ravikumar
- Jagapathi Babu
- Yogi Babu